# Hanne Marie Svendsen
Hanne Marie Svendsen född 27 augusti 1933 i Skagen, är en dansk författare. Sedan 1954 har hon varit gift med Werner Svendsen.
Svendsen har studerat nordiska språk och litteratur. Hon har därefter arbetat som lektor vid Köpenhamns universitet, som programmedarbetare vid Danmarks Radios Teater- och Litteraturavdelning. Hon är numera författare på heltid. 
Hon var medlem av Statens Konstfond 1967–1974, och satt i styrelsen för PEN 1986–1992 och i styrelsen för Danska skönlitterära Författare 1993–1995. 
Svendsen debuterade som skönlitterär författare med Mathildes Drømmebog (1977).